# Simpsonichthys brunoi
Simpsonichthys brunoi är en fiskart som beskrevs av Costa 2003. Simpsonichthys brunoi ingår i släktet Simpsonichthys och familjen Rivulidae. Inga underarter finns listade i Catalogue of Life.